# Diocese de Hernosândia
A Diocese de Hernosândia (em latim: Diocesis Hernosandiensis; em sueco: Härnösands stift) é uma das treze dioceses constituintes da Igreja da Suécia e está sediada na Catedral de Hernosândia, na cidade de Härnösand. Abrange as províncias de Jemtlândia, Herdália, Medelpádia e Angermânia.

Mapa da diocese